# Le Bleu de l'océan
Le Bleu de l’océan  est une mini-série française en 5 épisodes de 90 minutes, réalisée par Didier Albert et diffusée entre le 2 et le 30 juillet 2003 sur TF1, puis rediffusé sur Gulli en 2011 et Téva en août 2014 et juin 2015.

## Synopsis
Avant de mourir, la mère adoptive de Talia lui annonce que sa véritable mère est Ariane Delcourt qui faisait partie d'une des familles les plus en vue de Saint-Jean-de-Luz. Talia décide alors de mener sa propre enquête sur le passé mystérieux de cette mère providentielle disparue. En approchant les Delcourt, elle va se heurter aux pires mesquineries, notamment de sa nouvelle sœur Mathilde, en qui sommeillent les plus viles intentions…

## Distribution
- Claire Borotra : Talia Vargas
- Alexandra Vandernoot : Mathilde Mallet, née Delcourt
- Bernard Verley : Charles Delcourt
- Philippe Caroit : Clément Mallet
- Bruno Madinier : Paul Delcourt
- Mireille Darc : Patricia Delcourt
- Natacha Amal : Jeanne
- Jean-Michel Tinivelli : Marc Esteban
- Louise Monot : Julie Delcourt
- Anthony Dupray : Olivier Mallet-Delcourt
- Églantine Rembauville : Esther Mallet-Delcourt
- Jean-Marie Juan : Lieutenant Morel
- Philippe du Janerand : Etcheverry
- Yves Afonso : Henri Bonnat
- Jean-Pascal Lacoste : José Ferrera
- Christian Abart : Maurice Hillau
- Camille Lafont-Rapnouil : Mathilde enfant
- Caroline Loiseau : Isabelle Delcourt
- Vincent Brunel : un pêcheur bien maladroit
- Yolande Folliot : la présidente de cour d'appel Curval
- Renaud Verley : Abel Delcourt
- Beatrice Rosen : Vanessa Esteban

## Commentaires
Véritable succès de l'été caniculaire 2003, Le Bleu de l'océan a joué à fond l’étiquette TF1 avec des comédiens habitués de la chaîne. Cette saga a rassemblé environ 9 millions de spectateurs par épisode.
Claire Borotra s'est fait un nom grâce à ce feuilleton.
Les frères Delcourt, Charles et Abel, sont interprétés par Bernard et Renaud Verley, réellement frères dans la vie.

## Autour de la série
Le tournage s'est déroulé dans le département des Pyrénées-Atlantiques (Ciboure, Saint-Jean-de-Luz...).